# Chernígovskoye (Apsheronsk, Krasnodar)
Chernígovskoye (del ruso: Черни́говское) es un selo del raión de Apsheronsk del krai de Krasnodar, en Rusia. Está situado en las vertientes septentrionales del Cáucaso Occidental, en la orilla izquierda del río Psheja, 22 km al sur de Apsheronsk y 107 km al sureste de Krasnodar, la capital del krai. Tenía 2 666 habitantes en 2010.
Es cabeza del municipio Chernígovskoye, al que pertenecen asimismo Armianski, Desiati Kilometr, Kushinka y Prigórnoye.

## Historia
Fue centro administrativo del raión nacional armenio entre 1943 y 1946.